# Горка (Лужский район)
Горка — деревня в Осьминском сельском поселении Лужского района Ленинградской области.

## История
Впервые упоминается в писцовых книгах Шелонской пятины 1571 года, как деревня Горка — 2½ обжи в Дремяцком погосте Новгородского уезда.
Деревня Горка обозначена на карте Санкт-Петербургской губернии Ф. Ф. Шуберта 1834 года.

ГОРКА — деревня принадлежит провинциальному секретарю Глотову и его жене, число жителей по ревизии: 9 м. п., 11 ж. п. (1838 год)

Деревня Горка отмечена на карте профессора С. С. Куторги 1852 года.

ГОРКА — деревня господ Глотовых, по просёлочной дороге, число дворов — 4, число душ — 16 м. п. (1856 год)

ГОРКА — деревня, число жителей по X-ой ревизии 1857 года: 13 м. п., 13 ж. п.

ГОРКА — деревня владельческая при реке Сабе, число дворов — 5, число жителей: 17 м. п., 20 ж. п. (1862 год)

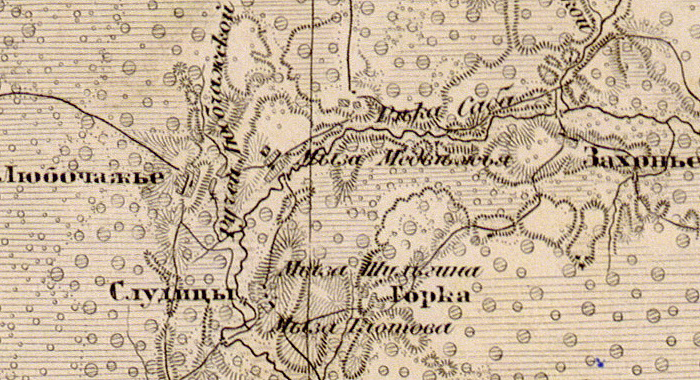
Деревня Горка на карте 1863 года

В 1873—1881 годах временнообязанные крестьяне деревни выкупили свои земельные наделы у М. С. и А. З. Глотовых и стали собственниками земли.
Согласно подворной описи 1882 года:

ГОРКА — деревня Захонского общества Красногорской волости
  
домов — 12, душевых наделов — 18, семей — 11, число жителей — 33 м. п., 34 ж. п.; разряд крестьян — собственники

Согласно материалам по статистике народного хозяйства Лужского уезда 1891 года, одно из имений при селении Горка площадью 1770 десятин принадлежало потомственному почётному гражданину П. В. Байкову, имение было приобретено до 1868 года; второе имение, площадью 656 десятин, принадлежало дворянину Н. А. Макарьевскому, имение было приобретено в 1888 году за 800 рублей; третье имение, площадью 80 десятин, принадлежало купчихе Е. А. Сыренковой, имение было приобретено в 1876 году за 725 рублей. Кроме того, одна пустошь Горки площадью 50 десятин принадлежала эстляндскому уроженцу Т. Ромеру, пустошь была приобретена в 1886 году за 500 рублей; вторая пустошь площадью 20 десятин принадлежала остзейскому уроженцу М. Саксу, пустошь была приобретена в 1887 году за 240 рублей; третья пустошь площадью 76 десятин принадлежала остзейскому уроженцу Я. Тассу, пустошь была приобретена в 1886 году за 700 рублей, четвёртая пустошь площадью 99 десятин принадлежала остзейскому уроженцу М. Микману, пустошь была приобретена в 1886 году за 500 рублей.
В XIX — начале XX века деревня административно относилась к Красногорской волости 2-го земского участка 1-го стана Лужского уезда Санкт-Петербургской губернии.
По данным «Памятной книжки Санкт-Петербургской губернии» за 1905 год, деревня Горка входила в Захонское сельское общество, 106 десятин земли в деревне принадлежали дворянину Александру Васильевичу Трубникову.
С 1917 по 1927 год деревня Горка входила в состав Захонского сельсовета Красногорской волости Лужского уезда.

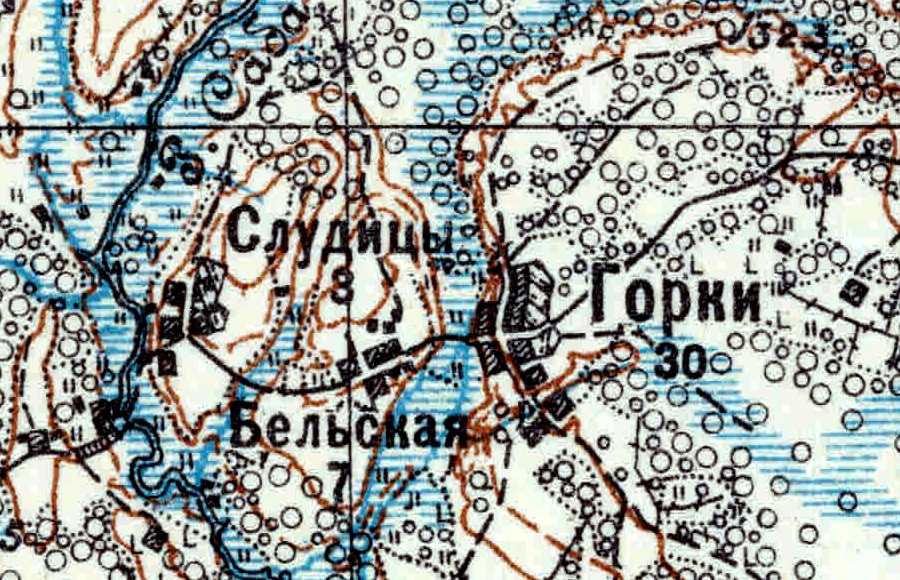
Деревня Горка карте 1926 года

Согласно топографической карте 1926 года деревня называлась Горки и насчитывала 30 крестьянских дворов.
С 1927 года — в составе Толмачёвской волости, и с того же года Осьминского района.
В 1928 году население деревни Горка составляло 167 человек.
По данным 1933 года деревня Горка также входила в состав Захонского сельсовета Осьминского района.
C 1 августа 1941 года по 31 января 1944 года деревня находилась в оккупации.
С 1961 года — в составе Сланцевского района.
С 1963 года — в составе Лужского района.
В 1965 году население деревни Горка составляло 46 человек.
По данным 1966 года деревня Горка также входила в состав Захонского сельсовета Лужского района.
По данным 1973 и 1990 годов деревня Горка входила в состав Осьминского сельсовета.
В 1997 году в деревне Горка Осьминской волости проживали 9 человек, в 2002 году — 3 человека (русские — 67 %, белорусы — 33 %).
В 2007 году в деревне Горка Осьминского СП проживали 2 человека.

## География
Деревня расположена в северо-западной части района к югу от автодороги 41А-186 (Толмачёво — автодорога «Нарва»).
Расстояние до административного центра поселения — 23 км.
Расстояние до ближайшей железнодорожной станции Толмачёво — 50 км.
К западу от деревни протекает река Саба.

## Демография
| 1838 | 1862 | 1928 | 1965 | 1997 | 2007 | 2010 |
| ---- | ---- | ---- | ---- | ---- | ---- | ---- |
| 20   | ↗37  | ↗167 | ↘46  | ↘9   | ↘2   | ↗5   |
| 2017 |      |      |      |      |      |      |
| ↘0   |      |      |      |      |      |      |

## Улицы
Холмистая.